# Ödenwinkelwand
Die Ödenwinkelwand ist ein 3326 m ü. A. hoher Berggipfel der Glocknergruppe an der Grenze von Osttirol zu Salzburg. Er wurde erstmals am 30. Juli 1872 von B. Lergetporer, M. Groder und J. Kerer bestiegen. Die Erstbesteiger nahmen jedoch an, den Hohen Kasten bestiegen zu haben. Die  erste Überschreitung vom Hohen Kasten aus nahmen E. Friedl, R. Gerin und O. Pitschmann am 7. August 1911 vor.

## Lage
Die Ödenwinkelwand liegt im Tauernhauptkamm im Westen der Glocknergruppe in der Kernzone des Nationalparks Hohe Tauern. Der Berggipfel liegt an der Grenze zwischen den Gemeinden Kals am Großglockner (Osttirol) im Süden bzw. Uttendorf (Land Salzburg) im Norden. Bei der Ödenwinkelwand handelt es sich um ein vergletschertes Felsmassiv im Kastengrat zwischen der Kastengratwand (3220 m ü. A.) im Westen und dem Eiskögele (3423 m ü. A.) im Osten. Die Nordwand der Ödenwinkelwand fällt steil zum Ödenwinkelkees ab, die Südwestwand zum Vorderen Kastenkees. Der langgezogene Südkamm (Aderwand) trennt das Vordere Kastenkees im Westen vom Laperwitzkees im Osten. Nächstgelegenes Tal ist im Südwesten das Kalser Dorfertal.

## Aufstiegsmöglichkeiten
Die einfachste Anstiegsmöglichkeit bietet der Südostanstieg, den auch die Erstbesteiger wählten. Hierbei steigt man vom Kalser Tauernhaus das Laperwitzkees empor und erreicht den Firnsattel zwischen Ödenwinkelwand und Eiskögele. Danach folgt der Schlussanstieg dem Wechtengrat zum Gipfel. Die Ödenwinkelwand wird in der Regel bei der Kastengratüberschreitung (III-IV) begangen, bei der Hoher Kasten, Kastengratwand, Ödenwinkelwand, Eiskögele und Schneewinkelkopf überschritten werden.